# Cordilura remota
Cordilura remota är en tvåvingeart som beskrevs av Ozerov 1997. Cordilura remota ingår i släktet Cordilura och familjen kolvflugor. Inga underarter finns listade i Catalogue of Life.